# Godzinki

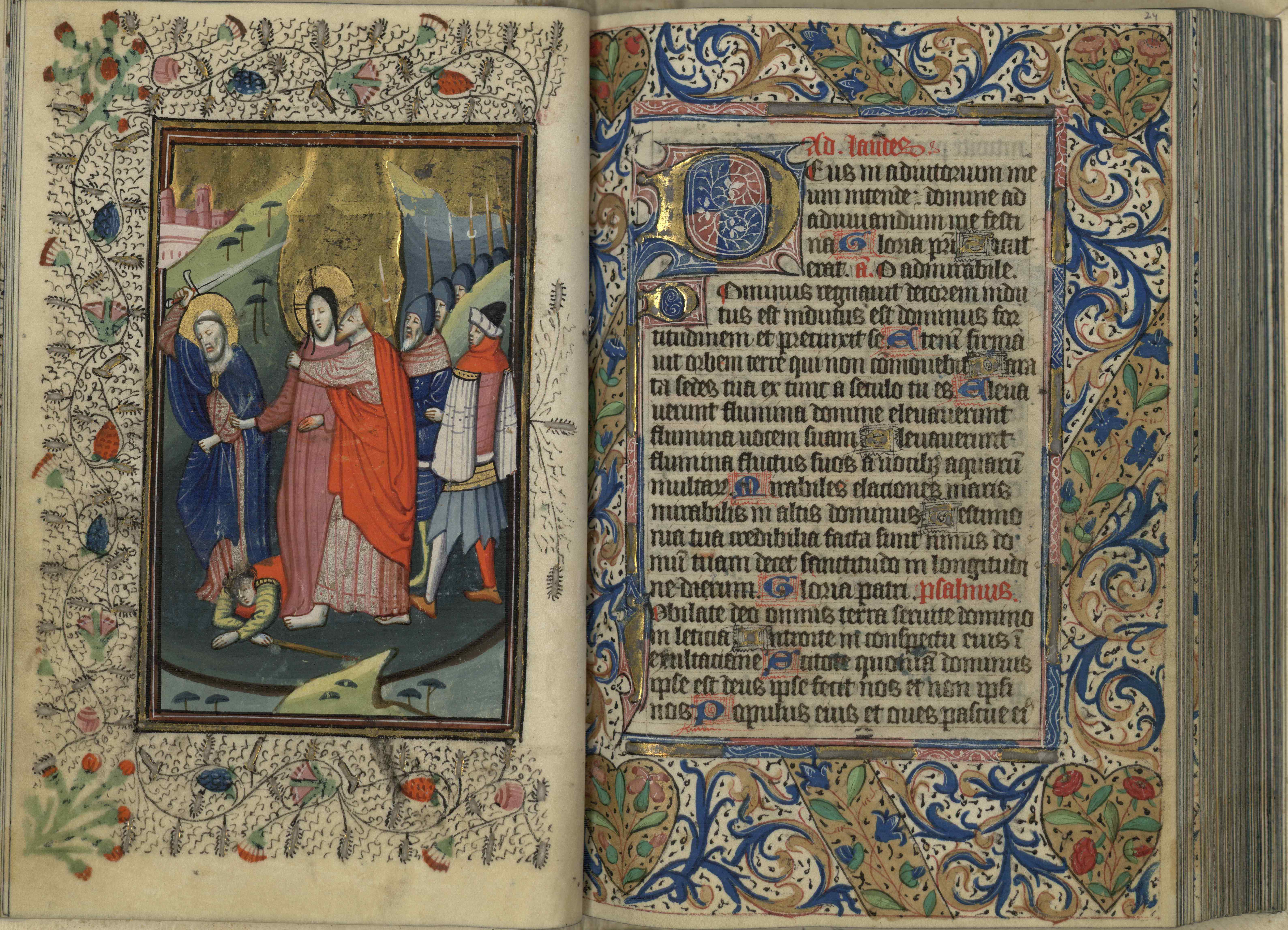

Godzinki – modlitwa paraliturgiczna w Kościele katolickim oraz w niektórych innych związkach wyznaniowych nawiązujących do pobożności katolickiej, mająca najczęściej charakter wstawienniczy. Ułożona według godzin brewiarzowych nie stanowi natomiast elementu Liturgii godzin i najczęściej sprawowana jest w ciągu, z pominięciem podziału godzinowego. Wykonywana powinna być jako chóralny kanon dialogiczny, ale może być również modlitwą indywidualną, także recytowaną.
Najpopularniejsze są Godzinki o Niepokalanym Poczęciu Najświętszej Maryi Panny.

## Rodzaje godzinek

### Teocentryczne
- o Boskiej Opatrzności [1732] – Panie Boże Wszechmogący[2][3]
- o Boskiej Opatrzności – Wieczny Rządco Niebieskiego[4]
- do Bożego Miłosierdzia – Witam nam Boże, miłosierny Ojcze[4]
- o Chrystusie Cierpiącym „Ecce Homo” ukazanym w obrazie św. Alberta – Ecce Homo – oto Człowiek[4]
- o Duchu Świętym – Duchu, co stworzenia dzieło[4]
- o Duchu Świętym [1732] – Łaska Ducha Świętego niech nam będzie dana[2][3]
- o Duchu Świętym [1930] – Przenajświętszy Duchu, Boże[5]
- ku czci Boskiego Dziecięcia – Jezu, Dziecię Najświętsze[4]
- o Dzieciątku Jezus [1869] – Bądź pozdrowione Boskie Dziecię Jezus[4]
- o Grobie Bożym [1730] – Naznaczona przed wieki, gdy przyszła godzina
- o Krzyżu Świętym – Opiewajmy triumf Pana, i chwałę, i męstwo[4]
- o Męce Pana Jezusa [1732] – Witaj Jezu w Ogrojcu w modłach krwią spocony[2][5][4][3]
- o Męce Pańskiej za dusze zmarłych – Jezu, któryś w Ogrojcu krew lał dla grzesznika[3]
- o Miłosiernym Zbawicielu – Boże Wieczny, Trójjedyny[4]
- o Nagrodzeniu czci Najświętszemu Sakramentowi przez niezbożnych ujętej [1864] – Z najczulszym rozrzewnieniem łączmy nasze pienia[5]
- o Najsłodszym Imieniu Jezus – Na imię Jezus niechaj wszelakie stworzenie[3]
- o Naysłodszym Imieniu Pana Jezusowym [1732] – Jezu wdźięcznie wspominanie[2][4][3]
- o Najświętszym Ciele i Krwi Jezusa (Eucharystyczne) – Przychodzisz na świat, o Jezu[4]
- o Nayświętszym Sakramencie [1732] – Wszelki ięzyku wysław taiemnice[2][3][4]
- o Najświętszym Sakramencie – Jezu Chryste, Zbawco świata[4]
- o Najświętszym Sercu Pana Jezusa [1881] – Zawitaj słodkie Serce[4]
- o Najświętszym Sercu Pana Jezusa [1882] – Witaj, wieczna Ozdobo niebieskich przestrzeni[5]
- o Najświętszym Sercu Pana Jezusa [1893] – Królu niebios najszczęśliwszy[5]
- o Najświętszym Sercu Pana Jezusa [1927] – Jezu, bram niebieskich chwało[5][4]
- o Najświętszym Sercu Pana Jezusa [1937] – O mój Jezu, rozumiem to dobrze[5]
- o Panie [sic!] Jezusie, Oblubieńcu każdej dusze wiernej [1634] – Jezu, wdzięczne pamiętanie[3]
- o Panu Jezusie Milatyńskim [1880] – Witaj Jezu, sczerniały krwią w sinej postawie[5]
- o Pięciu Ranach Jezusowych [1861] – Jezu wcielony mój Boże[4]
- o Przemienieniu Pańskim – Witaj Panie przemieniony[4]
- o Przenajświętszym Sakramencie Ołtarza [1935] – Uwielbiam, Cię nabożnie, Bóstwo utajone[5]
- do Trojcy Przenajświętszej [1763] – Już dzień poczyna, już słońce nadchodzi[3]
- o Trojcy Przenajświętszej [1732] – Witaj Ojcze przed wieki sam z siebie będący[2][4][3]
- wynagradzające o Najświętszym Sakramencie [1785] – Z Najświętszym Wystawieniem wesela złączajmy[3]

### Maryjne
- o boleściach Matki Boskiej przy Męce i Śmierci Syna [XVIII] – Tu się żalow czas poczyna[3]
- do Familiji Pana Jezusowej – Proszę, a kogoż wzywać na pomoc będziemy?[3]
- do Najświętszej Panny Bolesnej za dusze zmarłych – Panno Najświętsza, wielkim żalem zdjęta[3]
- ku czci Matki Bożej Szkaplerznej – W obłoku widział Eliasz Matkę Zbawiciela[4]
- ku czci Matki Bożej Szkaplerznej [1861] – W raju żyje Eliasz tam gdzie Ewa żyła[4]
- o Matce Bożej Łysieckiej [1876] – O Boże, niech Ci chwała nieustanna będzie[5]
- o Niepokalanym Poczęciu NMP – [XVII] Zawitaj Pani świata[3][4]
- o NMP Łaskawej [1732] – Łaski pełna Márya, poćiecho we frasunku[2][3][4]
- o NMP Nieustającej Pomocy – Witaj Maryjo, wielka Matko Boga[4]
- o Pocieszeniu NMP – Do Ciebie, Panno święta, płaczliwie wołamy[2][3][4]
- o Sercu Najświętszej Panny Maryi z Góry Karmel – Witaj Serce Maryi z Karmelu świętego[4]
- o NMP Różańcowej – Boże, w mądrości Swojej nigdy nie pojęty[4]
- o NMP Rudeckiej [1879] – Bronił Bóg Abrahama w chaldejskim upale[5]
- o NMP Ostrobramskiej [1927] – Witaj, Maryjo Panno, Matko Stwórcy Twego[4]
- o MB Skępskiej [1927] – Zawitaj, Pani świata, Niebieska Królowa[5]
- o NMP Częstochowskiej [1867] – Ciebie świat wielbi, Matko Jezusowa[5]
- o Niepokalanym Sercu NMP [1893] – Nieba i ziemi, aniołów Królowa[5]
- o MB Bolesnej [1934] – Witaj Matko Bolesna, Boga Służebnico[4]
- o Zaśnieniu NMP [1670] – Kiedy jutrzenka wschodzi, dzień jasny przynosi[3]

### O Świętych
W Kościele katolickim:
- o św. Aleksym [XVIII] – Aleksy kraju włoskiego śliczny w młodości kwiecie[6]
- o św. Aniele Stróżu [1926] – Witaj Stróżu Aniele, / duszy mej Piastunie[4]
- o św. Aniołach [XVIII] – Witam Cię, wojsko nieogarnionego[6]
- o św. Aniołach Stróżach [XVIII]– Chryste Jezu, świętego Anioła Twojego[6]
- o bł. Anieli Salawie – Witaj siostro Anielo, klejnocie Krakowa[4]
- o św. Annie – Rozmyślam, Anno święta, twoje narodzenie[7]
- o św. Annie [1886] – Święta Anno uwielbiona[5][6]
- o św. Annie [1593] – Zdrowaś bądź Anno błogosławiona[7][6][3]
- o św. Antonim z Padwy – Gdy i niewiary błędy głosili nam wrogowie[8]
- o św. Antonim z Padwy – Portugalskie narody, skąd ten światu śliczny[5][4]
- o św. Antonim z Padwy [XVIII] – Wiem, gdzie wokoło ziemię opasują morza[6]
- o św. Antonim z Padwy [XVIII] – Nowa gwiazda rozświeciła[6]
- o św. Antonim z Padwy [XVIII] – Chwalmy Króla niebieskiego[6]
- o św. Antonim z Padwy [XVIII] – Wznieśmy dziękczynienia głosy[8]
- o św. Antonim z Padwy [XVIII] – Chwała Bogu nieskończona[8]
- o św. Augustynie [XVIII] – Bogu w Trójcy Jedynemu niechaj cześć i chwała[6]
- o św. Augustynie – Zawitaj jasne światło! Tyś niegdyś zaćmiony[5]
- o św. Barbarze [1732, 1927] – W ciemnościach niedowiarstwa[2][5][3][4]
- o św. Barnabasie – Witaj Barnabo wzorze pokuty w pustyni[4]
- o św. Bazylim Wielkim – Witay świecący ozdobą Aniele[4]
- o bł. Bogumile [1879] – Świętego Bogumiła chwalić zaczynajmy[5]
- o św. Bonifacym [1869] – Ciebie chwalimy, Boże nieskończony[5]
- o bł. Bronisławie – Witaj Panno czcigodna, Bogu ulubiona[4]
- o św. Brygitcie [1735] – Złota jutrzenka powstawa[3]
- o św. Dominiku [XVIII] – Odważny żołnierz u Boga wzięty[6]
- o św. Dominiku [XIX] – Nowy rycerz Chrystusowy[4]
- o św. Erazmie [1793] – Na świat Erazm wydany[3]
- o św. Feliksie [1887] – Szczęśliwość światu, szczęśliwy imieniem[5]
- o św. Franciszku z Asyżu – Patriarcho ubogich cnego pokolenia[4][6]
- o św. Idzim – Zawitaj Idzi święty, nasz wielki Patronie[4]
- o św. Ignacym Loyoli [1886] – Ignacy święty, idąc z rodu szlachetnego[5][4]
- o św. Izydorze [1860] – Chwała Ci, wielki Boże w świętym Izydorze[5][4]
- o św. Jacku [XVIII]– Święty Jacyncie, sługo Stwórcy swego[6]
- o św. Jacku – Cny klejnocie, / Drogi w złocie[4]
- o św. Jacku [1862] – Jacyncie święty, z familii dawnej[4]
- o św. Jadwidze Śląskiej I – Sławo po wszystkim świecie[4]
- o św. Jadwidze Śląskiej II – Święta Jadwigo! nad polskiemi niwy[4]
- o św. Janie Chrzczicielu [XVIII]– Aby mój język i głos mógł być sposobniejszy[6]
- o św. Janie Chrzcicielu [XVIII]– Jakoś na Jana łaskawyś mój, Boże[6]
- o św. Janie z Dukli [1997] – Zawitaj Janie z Dukli, chlubo polskiej ziemi[5][4]
- o św. Janie Kantym [1876] – Pójdźcie z ochotą wychwalajmy Pana[5][6]
- o św. Janie Kantym [XVIII]– Usta czyste, płomieniste[6]
- o św. Janie Nepomucenie [1858] – Mężu cnotą i cudami / Sławny, Nepomucenie[5]
- o św. Janie Nepomucenie [1857] – Światu Nepomuk daje ciebie Janie, którego[4]
- o św. Jozafacie – Witay Biskupie Przebłogosłáwiony[4]
- o św. Jozefie [1732, 1896] – Jozefie! z pokolenia Dawida wydany[2][5][3][4]
- o św. Józefie – Józefie, z pokolenia Dawida wybrany[5]
- o św. Józefie [1741] – Z rodu króla Dawida Józefie wybrany[5]
- o św. Józefie z Kupertynu [XVIII] – Witaj Józefie, święty franciszkaninie[6]
- o św. Judzie Tadeuszu [1732] – Chwalmy Iudę Przeświętego[2][3][4]
- o św. Kajetanie [XVIII]– Witaj klejnocie miasta Winceńskiego[6]
- o bł. Karolinie Kózkównie – Nim dzień zaświta[4]
- o św. Kindze [1865] – Księżno sarmacka Królestwa polskiego[5][4]
- o św. Kindze [1892] – Przesławna córko Węgier, Księżno Polskiej ziemi[4]
- o św. Marii Magdalenie [1732] – Jezu! nasz Zbawicielu[2][4][6][3]
- o św. Marii Magdalenie [XVIII] – Niech Magdaleno łez twoich potoki[6]
- o św. Michale Archaniele [XVIII] – Zguby szatana ta była przyczyna[6]
- o św. Michale Archaniele [1937] – Witaj Duchu potężny Święty Archaniele[4]
- o św. Onufryjuszu [1732] – W królewskim domu, z Monarchów zrodzony[2][3]
- o św. Onufrym [1880] – W czwartym stuleciu w pięknym kraju perskim[5]
- o św. Onufrym – Witaj, Onufry od Boga nazwany[3]
- o Pięciu Braciach Męczennikach – Witajcie z włoskich krajów, nasi Pustelnicy[4]
- o św. Rozalii [1949] – Zawitaj, wonny kwiecie, królestwa włoskiego[5]
- o bł. Salomei [1863] – Cudowny w Świętych Twoich, Wszechmogący Boże[5][4]
- o św. Stanisławie Biskupie [1858] – Przezacna Polskiej ozdobo Korony[5][4]
- o św. Stanisławie Kostce [1913] – Stanisław w niewinności aniołom zrównany[5][4]
- o św. Szymonie z Lipnicy – Sławimy cię, Szymonie, w Lipnicy zrodzony[4]
- o św. Tekli [XVIII] – Pierwsza panieńskiej korony ozdobo[6]
- o św. Teresie od Jezusa [XVIII]– Witam Cię, Tereso święta[6]
- o św. Teresie od Dzieciątka Jezus [1926] – Witaj w świętych Pańskich gronie[5]
- o św. Teresie od Dzieciątka Jezus – Żyłaś w domu rodzinnym jasna i szczęśliwa[4]
- o św. Antonim z Padwy [XVIII] – Nowa gwiazda rozświeciła[6]
- o św. Urszuli [1892] – Róże Chrystusa kwitnące[5]
- o św. Urszuli [XVIII] – Wam na chwałę, święte panny[6]
- o św. Walentym – Gdy Rzymem władał cesarz Klaudijusz Drugi[5][4]
- o św. Wilgeforcie – Witaj, światu pożądana[3]
- o św. Wincentym a Paulo – Wielbmy Sługę! Chwalmy Pana![4]
- o św. Wincentym Ferreriuszu – Wierni wesoło pienie wyśpiewujcie[4]
- o bł. Władysławie z Gielniowa [1868] – Rodzi się temu światu w miasteczku Gielniowie[5]

W mariawityzmie:
- Godzinki o świętej Marii Franciszce Kozłowskiej[potrzebny przypis]

### Inne
- adwentowe – W Nazarecie zamieszkała Matka Zbawiciela[4]
- bożonarodzeniowe – W Betlejem się rodzisz[4]
- dla dostąpienia szczęśliwey śmierći [1763] – Pomrzemy: to wiem pewnie: dekret ten iest Boży[3][4]
- za dusze zmarłych – Protestuję się, Panie, że pragnę Twe chwały[3]
- za dusze zmarłych do Przenajświętszego Sakramentu – Padam przed Tobą, Boże utajony[3]
- za zmarłych – Pokaż w Trójcy jedyny[4]
- za zmarłych [1909] – Dusze w czyśćcu zatrzymane[5]
- Nabożeństwo zastępujące godzinki o zmarłych – Boże Ojcze niebieski[4]

Podane po nazwie i dacie incipity tekstów służą rozróżnieniu pomiędzy różnymi godzinkami o tych samych nazwach.